# Philippe Vasseur (homme politique)
Pour les articles homonymes, voir Philippe Vasseur et Vasseur.
Philippe Vasseur, né le 31 août 1943 au Touquet-Paris-Plage (Pas-de-Calais) est un journaliste et homme politique français.
Il a été conseiller régional du Nord-Pas-de-Calais, député du Pas-de-Calais, maire de la ville de Saint-Pol-sur-Ternoise et ministre de l’Agriculture, de la Pêche et de l’Alimentation de 1995 à 1997.

## Biographie

### Famille et formation
Philippe Robert Abel Vasseur naît le 31 août 1943 au Touquet-Paris-Plage du mariage de Marcel Vasseur (1911-1997), cadre des contributions indirectes, et de Raymonde Dubois (1914-2009),.
Après des études au lycée Mariette de Boulogne-sur-Mer, Philippe Vasseur suit les cours de l'École supérieure de journalisme de Lille dont il sort diplômé au sein de la 41e promotion),.
Le 7 novembre 1966, il épouse Marie-Christine Hocq. De ce mariage, naissent trois enfants.

### Journaliste
Philippe Vasseur commence sa carrière de journaliste en 1970. En 1977, il est rédacteur en chef des Échos puis en 1981, il est nommé chef du service économique et social de TF1. En 1982, il est directeur de la rédaction du Nouveau Journal et en 1984, rédacteur en chef économique puis directeur en 1987 de la rédaction économique du Figaro jusqu'en 1989,.

### Politique
Philippe Vasseur est conseiller régional de la région Nord-Pas-de-Calais de 1986 à 1998, et maire de Saint-Pol-sur-Ternoise (Pas-de-Calais) de juin 1995 à 2000 lorsqu'il démissionne après avoir quitté la vie politique.
Aux élections législatives de 1986 dans le Pas-de-Calais, Philippe Vasseur — tête de la « Liste UDF pour le Pas-de-Calais » — est l'un des 14 élus. Il s'inscrit à l'assemblée au groupe Démocratie libérale et Indépendant (DLI). Il est réélu lors des élections législatives françaises de 1988 puis — seul élu du département dès le premier tour — aux élections de 1993 avec 54,19 % des voix.
Au parti républicain, il est membre du bureau politique et porte-parole (1986-1988), chargé des affaires économiques et sociales auprès du président, secrétaire national chargé de la communication et des relations avec les socio-professionnels (1989-1990), conseiller auprès du président Gérard Longuet (1990), secrétaire général du parti (1993-1994), vice-président (1994-1995). Par ailleurs, en 1990, il est nommé porte-parole pour l'emploi, les entreprises et l'industrie au sein du mouvement Rassemblement pour la République - Union pour la démocratie française (RPR-UDF),.
Le 18 mai 1995, il est nommé ministre de l'Agriculture, de la Pêche et de l'Alimentation au sein du 1er gouvernement Juppé, poste qu'il conserve le 7 novembre 1995 dans le 2e gouvernement Juppé.
En 2016, Emmanuel Macron, ministre de l'Économie et des Finances, le nomme « commissaire spécial à la revitalisation et à la réindustrialisation des Hauts-de-France »,.

### Autres engagements
En 2000, il quitte la vie politique, pour prendre la présidence du conseil d'administration du Crédit mutuel Nord Europe, jusqu'en 2015). Depuis 2005, il préside l'association « Alliances » dont l'objectif est d'accompagner les entreprises pour qu'elles améliorent leurs performances dans le domaine de la responsabilité sociétale des entreprises (RSE). À ce titre, il est président du Forum mondial de l’économie responsable (World Forum Lille) pour une économie responsable. Il préside l'Agence française d'information agricole et rurale (AFICAR) de 2006 à 2008, la chambre de commerce et d'industrie de région Nord de France de 2011 à 2016 ; l'École supérieure de journalisme de Lille de 1978 à 1981 puis de 2008 à 2011,. Fin 2012, il est élu président des Brasseurs de France.

## Décorations
Le 13 juillet 2000, Philippe Vasseur est nommé au grade de chevalier dans l'ordre national de la Légion d'honneur au titre de « ancien ministre, président de banque ; 33 ans d'activités professionnelles, de services militaires et de fonctions électives. » puis promu au grade d'officier le 13 juillet 2009 au titre de « ancien ministre, président d'une fédération d'entreprises ».
Il est commandeur dans l'ordre du Mérite agricole de droit en tant que ministre de l'Agriculture.

## Publications
- Les Patrons de gauche, 1979  (ISBN 978-0-04505-806-8)
- Philippe Vasseur, Le chômage, c'est les autres, Paris, Belfond, 1985 (ISBN 2-7144-1867-8)
- Philippe Vasseur, La droite la plus bête du monde ?, Paris, Belfond, 1987, 195 p. (ISBN 2-7144-2111-3)
- La révolution alimentaire : Que mangerons-nous demain ?, éditions Hachette, 1997  (ISBN 978-2-01235-263-6)
- Le complexe de Borée : Parce que le Nord-Pas-de-Calais doit en finir avec les idées noires, 2003, éditions La Voix du Nord  (ISBN 978-2-84393-068-3)
- Mai 68, victoire des salariés agricoles !, 2004  (ISBN 978-2-95221-830-6)
- Les bières traditionnelles de France, éditions Tourisme et Découvertes, 2014  (ISBN 978-2-36937-024-6)